# Andrógino (judaísmo)
Na tradição judaica, o termo andrógino (em hebraico:  אנדרוגינוס, traduz-se "intersexo", "hermafrodita" ou "andrógino") se refere a alguém que possui ambas as características femininas e masculinas. Por conta da natureza ambígua do sexo individual, a literatura rabínica discute o gênero do indivíduo e as ramificações legais que resultam baseadas em classificações potenciais de gênero. No judaísmo tradicional observador, o gênero desempenha um papel central nas obrigações legais.

## Base biológica
Durante o desenvolvimento do embrião para o feto, um processo específico ocorre que determina as propriedades fisiológicas do feto. Noutras palavras, há um ponto onde o feto existe sem genitálias masculina ou feminina. Eventualmente, devido à liberação de hormônios numa parte do feto e o reconhecimento desses hormônios noutra, o feto desenvolve genitália masculina ou genitália feminina. Esse processo ocorre aproximadamente um mês e meio após a concepção e ocorre completamente separado do sexo genético. O sexo genético é determinado apenas pela presença ou ausência do cromossomo Y (presença = masculino, ausência = feminino).
Devido a esses dois fatores (liberação hormonal e existência genética de um cromossomo Y) se combinarem para determinar o sexo, é possível (embora extremamente raro) para uma mistura ocorrer. Esta situação pode surgir em um número de maneiras diferentes. Uma possibilidade é que a genética do sexo masculino não produz (ou, em alternativa, produz, mas não detecta testosterona). Uma vez que o feto não sente testosterona, isso reage formando a genitália feminina, além da já-presente genitália masculina. Uma segunda maneira de isso acontecer é se a testosterona, que normalmente é produzida exclusivamente nos testículos, é produzido em outra área do corpo, uma genética do sexo feminino reconhece-o e gera genitália masculina, juntamente com a já-presente genitália feminina.
É importante notar que esta categoria não existe por causa da dúvida em relação ao sexo genético do indivíduo, mas por causa da ambiguidade com relação à genitália física.

## A distinção detumtum
Como explicado acima, o andrógino judaico refere-se especificamente a um indivíduo que aparentemente parece ter sexos genitais masculino e feminino. Uma categoria semelhante, embora distinta, existe chamada tumtum (טומטום em hebraico, que significa "escondido"). Maimônides explica que tumtum é um indivíduo "em que nem a genitália masculina ou feminina são discerníveis." Desta forma, é o oposto do andrógino — onde o andrógino ambos os conjuntos de órgãos genitais, o tumtum os órgãos genitais não podem ser claramente vistos. A tradição judaica não ve uma tumtum da mesma forma como um andrógino. Enquanto a identidade de um andrógino é reconhecida para ser ambíguo, uma tumtum é declarada ter um determinado sexo que é simplesmente ocultada externamente. No entanto, as autoridades legais dentro do judaísmo continuaram a debater o estado de tumtum da mesma maneira como eles têm debatido o estado do andrógino. 
Outra forma de descrever tumtum, é descrever como a ausência das características masculinas e femininas, assemelhando-se a agênero e a neutralidade de gênero.

## As primeiras referências na literatura Judaica
Apesar de não ser explicitamente mencionado em qualquer lugar na bíblia hebraica em si, a ideia de andrógino é apresentada em Gênesis Rabá, um comentário judaico sobre a Bíblia, escrito em algum momento entre os anos 300 e 500. O comentarista afirma que Adão, na história da Criação, foi criado por Deus como um andrógino. Ele continua a dizer que mais tarde, quando Eva foi formada a partir de sua costela, Deus, separados os sexos, atribuindo Adão como masculino e Eva como feminino. Enquanto há comentaristas que discordam com esta abordagem de Gênesis Rabá, a explicação tornou-se um bem conhecido e teoria respeitada dentro da interpretação Judaica Bíblica. O amplamente estudado e comentarista Rashi é um exemplo notável de uma personalidade que adotaram essa abordagem.

## Discurso talmúdico e classificação teórica
A natureza do andrógino é um tópico primeiramente expandido explicitamente na Mishná, onde o debate que se coloca é a da classificação individual como macho ou fêmea. O Talmude discute principalmente em dois lugares, no Tratado Bikkurim e no Tratado Ievamot. Um parecer no Tratado Bikkurim indica que o andrógino tem elementos do sexo masculino, os elementos do sexo feminino, ambos os elementos, e os elementos de nenhum. Outra opinião insiste em que andrógino é o seu próprio sexo—uma categoria em si mesmo. Ievamot conduz uma longa análise, onde uma variedade de diferentes abordagens são consideradas à luz das opiniões estabelecidas no Bikkurim. Nessas discussões, personalidades Talmúdicas delineiam quatro categorias teóricas em que o andrógino pode cair:
- O sexo é desconhecido. Pode ser homens ou mulher, mas a sua verdadeira identidade permanece em dúvida.
- O próprio sexo, uma categoria para eles próprios completamente separada de macho e fêmea.
- Ambos são do sexo masculino e feminino, existindo simultaneamente, como um membro de ambos os sexos.
- Considerados masculinos. Porque ele possui características sexuais masculinas, logo pertence ao sexo masculino.

A lei judaica possui uma obrigação legal, que são diferentes para homens e mulheres, e, portanto, o gênero torna-se muito importante aspecto da identidade.

## Classificação legal
Ao determinar o gênero jurídico de indivíduos andróginos, uma minoria das decisões da lei Judaica, Posek classifica andrógino como completamente masculino. Portanto, andróginos seriam obrigados, por lei, da mesma forma que os homens. No entanto, a maioria de comentaristas talmúdicos e legisladores judeus não atribuem a andrógino um gênero fixo, e em vez disso, os deixam em um estado de dúvida identitária. Devido a pessoa andrógina incerta da identidade, eles podem ser classificados em diferentes formas, em vários casos—por vezes, do sexo masculino, por vezes feminino, às vezes, tanto masculino e feminino, e outras vezes nenhum. As ramificações legais de tal atitude, força o indivíduo a aderir à lei Judaica como ambos masculino e feminino. De acordo com esta classificação, nos casos em que a lei é diferente para homens e mulheres, andróginos devem respeitar as mais rigorosas e estritas opções. Por exemplo, o tempo-limite positivo Mitzvá (mandamentos) que os homens são obrigados a manter e as mulheres estão isentas, andróginos devem manter a obrigação. Aqueles que classificam um andrógino como de forma definitiva, tanto homens e mulheres concordam com este princípio, apesar de prática podem ser diferentes em determinados casos. A diferença entre a classificação de um andrógino apenas como macho ou como duvidosa a identidade iria se manifestar em um caso em que o cumprimento de um mandamento exigiria também uma bênção em conjunto. De acordo com aqueles que defendem que um andrógino tem um sexo incerto, o indivíduo não iria recitar a bênção. Isto é porque os homens só podem recitar esta bênção, e se o indivíduo não é um homem, que seria a recitar a bênção em vão. No entanto, de acordo com as opiniões que defendem que o indivíduo é totalmente masculino, depois de recitar a bênção como qualquer outro homem faria.